# مذبحة كوندوغا 2014
مذبحة كوندوغا 2014 وقعت في كوندوغا في ولاية بورنو نيجيريا في 11 فبراير 2014. نُفذت المذبحة من قبل جماعة بوكو حرام ضد القرويين المسيحيين. قُتل ما لا يقل عن 62 شخصًا.

## المذبحة
وقعت المذبحة في 11 فبراير 2014 في كوندوغا شمال شرق نيجيريا. كانت القرية التي وقع فيها الهجوم ذات أغلبية مسيحية. وداهم عشرات المهاجمين القرية وهم يرتدون الزي العسكري. تم إطلاق النار على بعض ضحاياهم، وتم قطع حناجر الآخرين. بحلول نهاية 15 فبراير 2014 قُتل 121 شخصًا. واصل المسلحون تدمير المنازل والشركات في البلدة.

## الأحداث اللاحقة
في 15 فبراير 2014 شنت بوكو حرام هجوماً مشابهاً في إزغي في بورنو. وأسفر الهجوم عن مقتل أكثر من 121 شخصًا. وفر آلاف القرويين من المدينة إلى الحدود مع الكاميرون هربًا من العنف. أفاد ناجون أن المسلحين أطلقوا النار بشكل عشوائي على كل من في طريقهم، وأحرقوا الكنائس، ونهبوا كل الطعام.
ثم شرع مسلحو بوكو حرام في مهاجمة الجيش النيجيري وقتلوا 9 جنود وأجبروا الجيش بعد ذلك على الانسحاب من المنطقة. ثم شرع الجيش في شن غارات جوية وبرية واسعة النطاق وبوكو حرام، مما أجبر المسلحين على الاختباء في مناطق الغابات.
في 6 مايو 2014 قُتل حوالي 200 شخص عندما هاجم متمردون يرتدون الزي العسكري مدينة جامبورو في ولاية بورنو على الحدود بين نيجيريا والكاميرون. اقتحم المهاجمون البلدة عندما كان بعض السكان نائمون وأشعلوا النيران في المنازل أثناء إطلاق النار على السكان الذين حاولوا الفرار من النار.